# Waters Corporation
Waters Corporation (NYSE:WAT) ist ein US-amerikanisches Technologieunternehmen mit Sitz in Milford (Massachusetts), nahe der Metropole Boston, USA. Das Unternehmen ist weltweit führend für Spezialmessungen, ist seit fast 60 Jahren Vorreiter bei Innovationen in den Bereichen Chromatographie, Massenspektrometrie und thermische Analyse für die Lebens-, Material- und Lebensmittelwissenschaften.
Die Firma hat ca. 7500 Mitarbeiter und Produktionsstätten in Milford, Taunton (Massachusetts), Wexford in Irland, Manchester in England, Frechen in Deutschland und verfügt über eine Auftragsfertigung in Singapur. In Deutschland hat Waters außerdem seinen Sitz in Eschborn.
Waters Corporation ist direkt in 31 Ländern tätig, darunter 15 Produktionsstätten, und mit Produkten, die in mehr als 100 Ländern erhältlich sind. Hauptprodukte der Waters Corporation sind Analysengeräte aus den Bereichen HPLC, Massenspektrometriekopplung, Laborinformationstechnik, Rheometrie, Thermische Analyse und Mikrokalorimetrie.
Zu den Geschäftsbereichen der Waters Corporation gehören Waters, TA Instruments, VICAM, ERA und Nonlinear Dynamics.

## Geschichte
Gründer war im Jahr 1958 James (Jim) Logan Waters in Framingham, Massachusetts. 1972 erfolgte der Zusammenschluss mit der Millipore Inc. (heute Merck Millipore). 1993 wurde Waters unter Präsident und CEO Douglas A. Berthiaume wieder selbstständig. Im Mai 1996 wurde TA Instruments Inc., führender Hersteller im Bereich Rheometrie, Thermische Analyse und Mikrokalorimetrie, zu einem Tochterunternehmen der Waters Corporation. 1997 erwarb Waters dann den englischen Massenspektrometer-Hersteller Micromass mit Sitz in Manchester für 176 Millionen US-$.